# Ignacio Fernández de Castro
Ignacio Fernández de Castro Sánchez de Cueto (Comillas, 1919 - San Juan, Baleares, 17 de septiembre de 2011) fue un sociólogo y abogado español, especialmente destacado por sus obras en torno a la sociología de la educación y por su actividad antifranquista.
Licenciado en Derecho por la Universidad de Oviedo, durante sus primeros años ejerció como abogado laboralista. A finales de la década de 1950 fundó, junto con Julio Cerón Ayuso y Jesús Ibáñez el Frente de Liberación Popular (conocido como FELIPE). La persecución del régimen franquista lo llevó a refugiarse en la embajada de Francia en España en 1962. Desde allí partió al exilio en París, donde permaneció hasta la década de 1970 en que pudo regresar a España. Fundó Equipo de Estudios, un grupo de trabajo de intelectuales españoles sobre la realidad social de la época, institución que después quedó vinculada a la Universidad Complutense de Madrid. Fue en ese momento cuando concentró sus esfuerzos y obra en el ámbito de la sociología de la educación. Durante su exilio participó activamente en Ruedo Ibérico, donde publicó una parte importante de sus obras.
En 1978, fue elegido por Emilio Martínez-Lázaro para protagonizar junto a una joven Gracia Querejeta su primer largometraje, Las palabras de Max, Oso de Oro en el Festival de Berlín.

## Obras más significativas
- La demagogia de los hechos Ed. Ruedo Ibérico, París 1963.
- De las Cortes de Cádiz al Plan de Desarrollo. Ed. Ruedo Ibérico, París, 1968.
- Fuerza de Trabajo en España. Cuadernos para el Diálogo, Madrid, 1972
- Clases sociales en España en los umbrales de los años setenta. (junto a Antonio Goytre) Ed. Siglo XXI, Madrid 1974
- El hombre mercancía. (junto a Carmen Elejabeitia) Ed. Querejeta, Madrid 1974
- Reforma educativa y desarrollo capitalista. Ed. Cuadernos para el Diálogo, Madrid 1973
- Sistema educativo y demografía. Ed. Siglo XXI, Madrid 1980
- Crítica a la modernidad. (junto a Carmen Elejabeitia) Ed. Fontamara, Barcelona 1983
- Tigres de papel Ed. Equipo de Estudios, Madrid 1984
- Teoría sobre la revolución. Ed. Taurus 1959